# Bill Kenwright
William "Bill" Kenwright (Liverpool, 4 de setembro de 1945 – 23 de outubro de 2023) foi um ator e produtor teatral britânico. Foi o presidente do Everton.

## Morte
Kenwright morreu no dia 23 de agosto de 2023, aos 78 anos, vítima de um câncer no fígado.